# Florence-Pistoia
Florence-Pistoia (Italiaans: Firenze-Pistoia) was een eendaagse wielerwedstrijd die verreden werd als tijdrit tussen Prato en Quarrata, in de provincie Pistoia. De wedstrijd werd formeel opgericht in 1985 maar al in 1870 vond de eerste editie plaats. De wedstrijd maakte deel uit van de UCI Europe Tour tot 2005. Na in 2006 al te zijn geannuleerd hield de wedstrijd na 2008 op te bestaan.

## Palmares
| Jaar | Winnaar              | Tweede               | Derde                 |
| ---- | -------------------- | -------------------- | --------------------- |
| 1870 | Rynner Van Heste     | Auguste Charels      | Alexandre De Sariette |
| 1985 | Rolf Gölz            | Gregor Braun         | Charly Mottet         |
| 1986 | Lech Piasecki        | Charly Mottet        | Rolf Gölz             |
| 1987 | Helmut Wechselberger | Lech Piasecki        | Gianni Bugno          |
| 1988 | Tony Rominger        | Rolf Gölz            | Lech Piasecki         |
| 1989 | Tony Rominger        | Erik Breukink        | Maurizio Fondriest    |
| 1990 | Lech Piasecki        | Daniel Steiger       | Mario Kummer          |
| 1991 | Tony Rominger        | Andrea Chiurato      | Franco Ballerini      |
| 1992 | Tony Rominger        | Claudio Chiappucci   | Sean Yates            |
| 1993 | Maurizio Fondriest   | Chris Boardman       | Laurent Bezault       |
| 1994 | Francesco Casagrande | Luca Scinto          | Maurizio Fondriest    |
| 1995 | Francesco Casagrande | Gianni Faresin       | Stefano Giraldi       |
| 1996 | Marco Fincato        | Fabio Roscioli       | Massimo Podenzana     |
| 1997 | niet verreden        | niet verreden        | niet verreden         |
| 1998 | Marco Velo           | Ruslan Ivanov        | Luca Scinto           |
| 1999 | Marco Velo           | Gianmario Ortenzi    | Chann McRae           |
| 2000 | niet verreden        | niet verreden        | niet verreden         |
| 2001 | Nathan O'Neill       | Andrea Tafi          | Sławomir Kohut        |
| 2002 | Fabrizio Guidi       | Francesco Casagrande | Evgeni Petrov         |
| 2003 | Andrea Peron         | Filippo Simeoni      | Dario David Cioni     |
| 2004 | Serhij Matvjejev     | Michael Rogers       | Ondřej Sosenka        |
| 2005 | Serhij Matvjejev     | Andriy Grivko        | Giovanni Visconti     |
| 2006 | niet verreden        | niet verreden        | niet verreden         |
| 2007 | Boris Shpilevsky     | Dario David Cioni    | Giovanni Visconti     |
| 2008 | Andriy Grivko        | Marco Pinotti        | Dario David Cioni     |
| 2009 | niet verreden        | niet verreden        | niet verreden         |

### Meervoudige winnaars
| Overwinningen | Renner               | Land        | Jaren                  |
| ------------- | -------------------- | ----------- | ---------------------- |
| 4             | Tony Rominger        | Zwitserland | 1988, 1989, 1991, 1992 |
| 2             | Francesco Casagrande | Italië      | 1994, 1995             |
| 2             | Marco Velo           | Italië      | 1998, 1999             |
| 2             | Serhij Matvjejev     | Oekraïne    | 2004, 2005             |

### Overwinningen per land
| Overwinningen | Land                                                        |
| ------------- | ----------------------------------------------------------- |
| 8             | Italië                                                      |
| 4             | Zwitserland                                                 |
| 3             | Oekraïne                                                    |
| 2             | Polen                                                       |
| 1             | Australië, Duitsland, Oostenrijk, Rusland, Verenigde Staten |